# 183 km (obwód briański)
183 km (ros. 183 км) – przystanek kolejowy w miejscowości Trosna, w rejonie żukowskim, w obwodzie briańskim, w Rosji. Położony jest na linii Briańsk – Smoleńsk.